# Quando ci batteva forte il cuore
Quando ci batteva forte il cuore è un romanzo di Stefano Zecchi, pubblicato nel 2010 dalla casa editrice Mondadori.

## Trama
Pola, 1945: Sergio ha sei anni e vive con la madre Nives. La madre è un'insegnante, da lui ammirata per la sua autonomia e coraggio, che cresce Sergio mentre il padre è in guerra. Quando questi finalmente riesce a tornare a casa dopo che è evaso da un campo di concentramento ed ha viaggiato per mesi, Sergio prova nei suoi confronti una profonda timidezza; lo sente, inoltre, come un intruso tra sé e la mamma. Intanto, gli italiani in Istria non fanno in tempo a gioire della liberazione dall'occupante tedesco che apprendono con sgomento l'avvenuta incorporazione di tutta l'Istria nell'area di influenza sovietica (Trattati di Parigi del 10 febbraio 1947). C'era stato un periodo intermedio di occupazione inglese, ma non aveva dato i frutti sperati. Il clima si fa presto molto teso, e gli jugoslavi si abbandonano a violenze, saccheggi e uccisioni degli italiani fascisti, o presunti tali, spesso prelevati e precipitati nelle foibe. Nives non si rassegna a rinunciare alla propria identità italiana e inizia un'attività clandestina di resistenza che mette in pericolo tutta la famiglia. Improvvisamente il padre, sollecitato anche dai nonni materni, prende con sé Sergio per una lunga fuga verso Venezia. Comincia così un avventuroso cammino segnato da grandi stenti e sofferenze, durante il quale padre e figlio si riconosceranno e impareranno che la sola salvezza sta nell'essere uniti. Sergio tornerà a Pola non senza amarezza.

### Personaggi
- Sergio: bambino di sei anni, vive con la madre, è inoltre il narratore del libro
- Nives: mamma di Sergio, che voleva restare a Pola
- Umberto: migliore amico di Sergio
- Giorgio: amico di Sergio
- Flavio: padre di Sergio
- Tommy: cane di Flavio
- Nonni materni di Sergio

### Luoghi ed eventi storici
All'inizio Sergio si trova a Pola. Dopo l'invasione jugoslava, Sergio va, insieme al padre, a Trieste, dopo aver attraversato l'Istria e poi a Venezia.
Nella narrazione del romanzo, oltre alla citazione delle foibe, sono stati inseriti i ricordi alcuni tragici eventi avvenuti alla fine della guerra, quali l'eccidio di Vergarolla e l'assassinio del Comandante della guarnigione inglese avvenuta Pola nel 1947.

## Genesi del romanzo e critica
Questo è il primo romanzo, pubblicato in prima edizione nel 2010, di una trilogia narrata da Zecchi sulle vicende degli istriani, a cui seguirà Rose bianche a Fiume, pubblicato 4 anni dopo, e L'amore nel fuoco della guerra nel 2019.
Divenuto un bestseller, viene ripubblicato negli Oscar bestsellers Mondadori l'anno seguente, nel 2012 come ebook, e in una nuova edizione nel 2018.
Zecchi, nato a Venezia, aveva una nonna triestina da cui sentì raccontare le vicende degli esuli istriani e all'età di 7 anni, mentre passeggiava col padre lungo la Riva degli Schiavoni vedeva le motonavi provenienti da quella terra con i profughi, ha scritto questo romanzo, e gli altri due a seguire, documentandosi su testi storici memorialistici, parlando con istriani, ritenendo "che la conoscenza della storia è alla base della formazione civile e il disorientamento sociale di oggi dipende molto dalla mancanza di consapevolezza del nostro vissuto".
Nel 2018 dal libro viene tratta una Graphic Novel intitolata "Una vita per Pola. Storia di una famiglia istriana", con adattamento di Federico Goglio e disegni di Giuseppe Botte.
Il romanzo, giudicato presentante una "precisa ricostruzione storica" sia da parte di associazioni giuliane che da altre organizzazioni con interessi storici, è spesso inserito nella serie di libri di lettura sul tema del Giorno del ricordo.

## Premi
Nel 2011 il romanzo vince il Premio Acqui Storia e il "premio delle Biblioteche di Roma".

## Edizioni
- Quando ci batteva forte il cuore, Milano, Mondadori, 2010, ISBN 9788804595373.
- Quando ci batteva forte il cuore, Milano, Mondadori, 2011, ISBN 9788804611967.
- Quando ci batteva forte il cuore, Milano, Mondadori, 2018, ISBN 9788804703600.